# Schradera cacuminis
Schradera cacuminis är en måreväxtart som beskrevs av Paul Carpenter Standley. Schradera cacuminis ingår i släktet Schradera och familjen måreväxter. Inga underarter finns listade i Catalogue of Life.